# Unité urbaine de Laon
L'unité urbaine de Laon est une unité urbaine française centrée sur Laon, préfecture du département de l'Aisne au cœur de la troisième agglomération urbaine du département.

## Situation géographique
L'unité urbaine de Laon est située dans le centre du département de l'Aisne, dans la région historique du Laonnois où Laon en est le centre principal. Elle est située à l'ouest de la région Grand Est et au nord de l'Île-de-France, dans la région des Hauts-de-France.
Traversée au sud par la rivière Ardon, la ville de Laon qui est le centre urbain principal de sa petite agglomération occupe un site de colline élevée, culminant à 181 mètres, où elle domine, au nord, la vaste plaine picarde et, au sud, le plateau du Soissonnais dont la côte de l'Île-de-France marque la limite septentrionale. De cette butte-témoin, la vue s'étend jusque vers la plaine champenoise à l'est.
Elle est située à 35 km de Soissons, une des sous-préfectures du département de l'Aisne, à 90 km de Reims, avec laquelle les liens sont plus serrés qu'avec l'ancienne capitale régionale administrative de Picardie qui est Amiens.
Située administrativement dans la région Hauts-de-France, Laon subit fortement l'influence et l'attraction de Paris qui est située à 140 km au sud.

## Données générales
Dans le zonage réalisé par l'Insee en 1999, l'unité urbaine était composée de deux communes.
Dans le zonage réalisé en 2010, l'unité urbaine était composée de trois communes, le périmètre ayant été élargi d'une commune, Athies-sous-Laon.
Dans le nouveau zonage réalisé en 2020, elle est composée des trois mêmes communes,  toutes situées dans le département de l'Aisne, plus précisément dans l'arrondissement de Laon.
En 2022, avec 27 497 habitants, elle constitue la troisième unité urbaine du département de l'Aisne, se classant après les unités urbaines de Saint-Quentin (1er rang départemental) et de Soissons (2e rang départemental) bien qu'elle en soit la préfecture. Elle devance les unités urbaines de Château-Thierry (4e rang départemental) et de Tergnier (5e rang départemental) qui ont également plus de 20 000 habitants dans le département de l'Aisne. Elle occupe le 22e rang dans la région Hauts-de-France.
En 2022, sa densité de population qui s'élève à 415 hab/km2 en fait une unité urbaine moyennement densément peuplée mais nettement moins que celles de Saint-Quentin (1 274 hab/km2) et de Soissons (772 hab/km2).

## Composition de l'unité urbaine en 2020
Elle est composée des trois communes suivantes :
| Nom                 | Code Insee | Département | Statut       | Superficie (km2) | Population (dernière pop. légale) | Densité (hab./km2) | Modifier                                    |
| ------------------- | ---------- | ----------- | ------------ | ---------------- | --------------------------------- | ------------------ | ------------------------------------------- |
| Laon (ville-centre) | 02408      | Aisne       | ville-centre | 42,00            | 24 066 (2022)                     | 573                | modifier les données · modifier les données |
| Athies-sous-Laon    | 02028      | Aisne       | banlieue     | 15,44            | 2 600 (2022)                      | 168                | modifier les données · modifier les données |
| Chambry             | 02157      | Aisne       | banlieue     | 8,89             | 831 (2022)                        | 93                 | modifier les données · modifier les données |

## Évolution démographique
L'unité urbaine de Laon affiche une évolution démographique contrastée. Après avoir atteint son maximum démographique en 1975 où elle franchit le cap des 30 000 habitants, elle est de nouveau passée sous ce seuil démographique et atteint progressivement le seuil des 28 000 habitants. L'agglomération de Laon, bien qu'élargie d'une troisième commune, se caractérise par une relative stagnation démographique.
| 1968   | 1975   | 1982   | 1990   | 1999   | 2008   | 2013   | 2020   |
| ------ | ------ | ------ | ------ | ------ | ------ | ------ | ------ |
| 28 321 | 30 329 | 29 506 | 29 323 | 29 182 | 29 308 | 28 603 | 27 522 |

#### Données générales
- Unité urbaine
- Aire d'attraction d'une ville
- Aire urbaine (France)
- Liste des unités urbaines de France

#### Données démographiques en rapport avec l'unité urbaine de Laon
- Aire d'attraction de Laon
- Arrondissement de Laon

#### Données démographiques en rapport avec l'Aisne
- Démographie de l'Aisne